# Nekrolog 3. Quartal 1992
Nekrolog
◄◄
| ◄
| 1988
| 1989
| 1990
| 1991
| 1992 | 1993 | 1994 | 1995 | 1996 | ► | ►►
1. Quartal |
2. Quartal |
3. Quartal |
4. Quartal 1992
Weitere Ereignisse | Allgemeiner Nekrolog 1992
Die Beschreibung der verstorbenen Person sollte so kurz wie möglich gehalten sein und nur deren signifikante Tätigkeit(en) enthalten.
Neue Namen ggf. auch unter dem Geburts- und Sterbedatum, also etwa unter 1. Januar und im Geburts- und Sterbejahr (2024) eintragen (nur bei entsprechender großer Wichtigkeit). Für Beispiele siehe die schon vorhandenen Artikel.
Außerdem über die fünf zuletzt Verstorbenen, zu denen es einen ausreichend guten Artikel für eine Präsentation auf der Hauptseite gibt, nach der todesbedingten Überarbeitung der Artikel ggf. auch unter Wikipedia Diskussion:Hauptseite informieren und sie am besten auch in den anderen Wikipedia-Sprachversionen eintragen. Tipp: Regelmäßig bei news.google.de nach „ist tot“, „gestorben“ oder „verstorben“ suchen.
Wenn eine Person gestorben ist, gibt es viele Seiten zu dieser Person in der Wikipedia, die davon auch betroffen sind und entsprechend aktualisiert werden müssen. Beispiele: Namenübersichtsseite, Geburtsjahr, Geburtsort-Seiten und viele mehr.
Wie finde ich die betroffenen Seiten?
Im Suchfeld auf der linken Seite gibt man den Suchbegriff so ein: „Vorname Nachname“. Dann klickt man auf Volltext und alle Seiten mit entsprechendem Suchtext werden aufgerufen. Hier sieht man dann schnell, wo auch das Todesjahr Sinn macht oder sogar ein Teil des Artikels angepasst werden muss. Auch hilft das „Werkzeug“ auf der linken Seite sehr gut, um solche Seiten aufzufinden: „Links auf diese Seite“. Somit ist die Wikipedia wieder aktuell in allen Bereichen! Hinweis: bei Eintragung der Kategorie „Gestorben JAHR“ wird der Missbrauchsfilter 49 ausgelöst, was jedoch nicht schlimm ist. Siehe: Spezial:Missbrauchsfilter/49
Dies ist eine Liste von im dritten Quartal 1992 verstorbenen bekannten Persönlichkeiten. Die Einträge erfolgen innerhalb der einzelnen Daten alphabetisch sortiert. Tiere sind im Nekrolog für Tiere zu finden.

## Juli
| Tag      | Name                                 | Beruf, bekannt als                                                                                          | Alter | Beleg |
| -------- | ------------------------------------ | --- | ----- | ----- |
| 1. Juli  | Jean Baer                            | US-amerikanische Journalistin und Autorin                                                                   | 69    |       |
| 1. Juli  | Franco Cristaldi                     | italienischer Filmproduzent                                                                                 | 67    |       |
| 1. Juli  | Wilhelm Semmelroth                   | deutscher Regisseur                                                                                         | 78    |       |
| 1. Juli  | Alfred Stolle                        | deutscher Politiker (FDP), MdL                                                                              | 87    |       |
| 2. Juli  | Viktor Aschenbrenner                 | deutscher Vertriebenenpolitiker                                                                             | 87    |       |
| 2. Juli  | Lyle Boren                           | US-amerikanischer Politiker                                                                                 | 83    |       |
| 2. Juli  | Charles F. Brannan                   | US-amerikanischer Politiker                                                                                 | 88    |       |
| 2. Juli  | Camarón de la Isla                   | spanischer Flamenco-Sänger                                                                                  | 41    |       |
| 2. Juli  | Hans Jendretzky                      | deutscher antifaschistischer Widerstandskämpfer und Politiker (USPD, KPD, SED), MdV                         | 94    |       |
| 2. Juli  | Frank Kearton, Baron Kearton         | britischer Wirtschaftsmanager                                                                               | 81    |       |
| 2. Juli  | Wilma Tatzel                         | österreichische Schauspielerin                                                                              | 72    |       |
| 3. Juli  | Arnold Belkin                        | kanadisch-mexikanischer Künstler                                                                            | 61    |       |
| 3. Juli  | John Baptist Franz                   | US-amerikanischer Geistlicher, Bischof von Peoria                                                           | 95    |       |
| 3. Juli  | Willibald Gutsche                    | deutscher Historiker                                                                                        | 65    |       |
| 3. Juli  | Luigi Marchisio                      | italienischer Radrennfahrer                                                                                 | 83    |       |
| 4. Juli  | Yves-Alain Favre                     | französischer Romanist und Literaturwissenschaftler                                                         | 54    |       |
| 4. Juli  | Joachim Hess                         | deutscher Schauspieler, Theater- und Fernsehregisseur                                                       | 66    |       |
| 4. Juli  | Joe Newman                           | US-amerikanischer Jazztrompeter                                                                             | 69    |       |
| 4. Juli  | Francis Perrin                       | französischer Physiker                                                                                      | 90    |       |
| 4. Juli  | Astor Piazzolla                      | argentinischer Tangomusiker, Bandoneon-Spieler und Komponist                                                | 71    |       |
| 4. Juli  | Takahashi Subaru                     | japanischer Skilangläufer                                                                                   | 89    |       |
| 4. Juli  | Ian Winterbottom, Baron Winterbottom | britischer Politiker (Labour Party)                                                                         | 79    |       |
| 5. Juli  | Georgia Brown                        | britische Film- und Theaterschauspielerin sowie Sängerin                                                    | 58    |       |
| 5. Juli  | Otto Bruderer                        | Schweizer Bauunternehmer, Kantonsrat und Regierungsrat                                                      | 71    |       |
| 5. Juli  | Peter-Erich Cremer                   | deutscher U-Boot-Kommandant im Zweiten Weltkrieg                                                            | 81    |       |
| 5. Juli  | Ludwig Dörfler                       | deutscher Maler                                                                                             | 87    |       |
| 5. Juli  | Nikolai Nikolajewitsch Tschenzow     | russischer Mathematiker                                                                                     | 62    |       |
| 6. Juli  | Ray Abrams                           | US-amerikanischer Jazz-Tenorsaxophonist                                                                     | 72    |       |
| 6. Juli  | Amadeus August                       | deutscher Schauspieler                                                                                      | 50    |       |
| 6. Juli  | Bryan Guinness, 2. Baron Moyne       | britischer Aristokrat irischer Herkunft, Schriftsteller und Brauereierbe                                    | 86    |       |
| 7. Juli  | Josy Barthel                         | luxemburgischer Leichtathlet und Olympiasieger                                                              | 65    |       |
| 7. Juli  | Mika Feldman de Etchebéhère          | argentinische Anarchistin und Kämpferin im spanischen Bürgerkrieg                                           |       |       |
| 8. Juli  | Alexander Bergenthal                 | deutscher Brigadegeneral des Heeres der Bundeswehr                                                          | 51    |       |
| 8. Juli  | Giacomo Conti                        | italienischer Bobfahrer                                                                                     | 74    |       |
| 8. Juli  | Karl Hennig                          | deutscher evangelischer Theologe                                                                            | 89    |       |
| 8. Juli  | Margarete Langner                    | deutsche Politikerin (KPD/SED)                                                                              | 86    |       |
| 8. Juli  | Walter Mampe                         | deutscher Physiker                                                                                          | 53    |       |
| 8. Juli  | Ottfried Neubecker                   | deutscher Heraldiker und Vexillologe                                                                        | 84    |       |
| 8. Juli  | Nikolai Iwanowitsch Smirnow          | sowjetischer Flottenadmiral                                                                                 | 74    |       |
| 08. Juli | Zoltán Soós-Ruszka Hradetzky         | ungarischer Sportschütze                                                                                    | 90    |       |
| 8. Juli  | Karl Steinbrenner                    | deutscher Acker- und Pflanzenbauwissenschaftler                                                             | 65    |       |
| 8. Juli  | Wilhelm Stricker                     | deutscher Politiker (CDU)                                                                                   | 86    |       |
| 9. Juli  | Hans Em                              | jugoslawischer Forstwissenschaftler                                                                         | 94    |       |
| 9. Juli  | Eric Sevareid                        | US-amerikanischer Journalist                                                                                | 79    |       |
| 10. Juli | Edwin Porter Arrowsmith              | britischer Kolonialadministrator                                                                            | 83    |       |
| 10. Juli | Ion Bogdan                           | rumänischer Fußballspieler und -trainer                                                                     | 77    |       |
| 10. Juli | Karl Brethauer                       | deutscher Germanist                                                                                         | 86    |       |
| 10. Juli | Gregor Hoch                          | österreichischer Politiker (ÖVP), Landtagsabgeordneter zum Vorarlberger Landtag                             | 55    |       |
| 10. Juli | Liesel Kipp-Kaule                    | deutsche Politikerin (SPD), MdB                                                                             | 86    |       |
| 10. Juli | Albert Pierrepoint                   | britischer Henker                                                                                           | 87    |       |
| 10. Juli | Manfred Streubel                     | deutscher Lyriker und Kinderbuchautor                                                                       | 59    |       |
| 10. Juli | Klaus Thomas                         | deutscher evangelischer Pfarrer, Arzt und Psychotherapeut                                                   | 77    |       |
| 11. Juli | Munroe Bourne                        | kanadischer Schwimmer                                                                                       | 82    |       |
| 11. Juli | Deng Yingchao                        | chinesische Politikerin, Frau Zhou Enlais                                                                   | 88    |       |
| 11. Juli | Josef Kümpel                         | deutscher Politiker (CDU), MdL                                                                              | 76    |       |
| 11. Juli | Constantin Pîrvulescu                | rumänischer kommunistischer Politiker                                                                       | 96    |       |
| 12. Juli | Reginald Beck                        | britischer Filmeditor                                                                                       | 90    |       |
| 12. Juli | Elsie Driggs                         | amerikanische Malerin                                                                                       | 93    |       |
| 12. Juli | Caroline Pafford Miller              | US-amerikanische Romanautorin und Pulitzer-Preisträgerin                                                    | 88    |       |
| 12. Juli | Alberto Rivas                        | argentinischer Tangosänger                                                                                  | 61    |       |
| 12. Juli | Mariechen Wehselau                   | US-amerikanische Schwimmerin                                                                                | 86    |       |
| 12. Juli | Edgar Bright Wilson                  | US-amerikanischer Chemiker                                                                                  | 83    |       |
| 13. Juli | Gerhard Bohner                       | deutscher Tänzer und Choreograf, Tanztheaterregisseur                                                       | 56    |       |
| 13. Juli | Heinrich Eberbach                    | deutscher Offizier, zuletzt General der Panzertruppe im Zweiten Weltkrieg                                   | 96    |       |
| 13. Juli | Wilhelm Kraut                        | deutscher Unternehmer                                                                                       | 86    |       |
| 13. Juli | Günther Laufer                       | deutscher Kunstschmied, Restaurator und Metallbildhauer                                                     | 85    |       |
| 13. Juli | Johann Meier                         | deutscher römisch-katholischer Priester, Direktor des Schul- und Musikinternats der Regensburger Domspatzen | 68    |       |
| 13. Juli | Alex Wojciechowicz                   | US-amerikanischer American-Football-Spieler                                                                 | 76    |       |
| 14. Juli | Gerhard Baumrucker                   | deutscher Schriftsteller                                                                                    | 63    |       |
| 14. Juli | Samuel Feijóo                        | kubanischer Schriftsteller, Maler und Illustrator                                                           | 78    |       |
| 14. Juli | Thomas Hicks                         | US-amerikanischer Bobfahrer                                                                                 | 74    |       |
| 14. Juli | Yılmaz Şen                           | türkischer Fußballspieler                                                                                   |       |       |
| 14. Juli | Lieselotte Thoms-Heinrich            | deutsche Journalistin und Politikerin (DFD, SED), MdV                                                       | 71    |       |
| 15. Juli | Gotthard Brunner                     | deutscher Jurist                                                                                            | 81    |       |
| 15. Juli | Hammer DeRoburt                      | nauruischer Politiker, Gründungspräsident der Republik Nauru                                                | 69    |       |
| 15. Juli | Erwin Deutsch                        | österreichischer Hämatologe und Internist                                                                   | 75    |       |
| 15. Juli | Hans Feld                            | deutscher Filmkritiker                                                                                      | 90    |       |
| 15. Juli | Edith Gerson-Kiwi                    | israelische Musikwissenschaftlerin                                                                          | 84    |       |
| 15. Juli | Çingiz Mustafayev                    | aserbaidschanischer Journalist                                                                              | 31    |       |
| 15. Juli | Rachel Nickell                       | britisches Mordopfer                                                                                        | 23    |       |
| 15. Juli | Marianne Simson                      | deutsche Schauspielerin                                                                                     | 71    |       |
| 15. Juli | Max Strutt                           | niederländischer Elektroingenieur                                                                           | 88    |       |
| 16. Juli | Enrico Garzelli                      | italienischer Ruderer                                                                                       | 82    |       |
| 16. Juli | John Gimbel                          | US-amerikanischer Historiker und Hochschullehrer                                                            | 70    |       |
| 16. Juli | Kim Jeong-yeon                       | japanischer Eisschnellläufer                                                                                | 78    |       |
| 16. Juli | Anton Mayrhauser                     | österreichischer Politiker (SPÖ), Mitglied des Bundesrates                                                  | 83    |       |
| 16. Juli | Tatjana Iwanowna Peltzer             | russische bzw. sowjetische Schauspielerin                                                                   | 88    |       |
| 17. Juli | Ludwig Buisson                       | deutscher Historiker                                                                                        | 74    |       |
| 17. Juli | Johnny Letman                        | US-amerikanischer Jazzmusiker                                                                               | 74    |       |
| 17. Juli | Theodor Pfizer                       | deutscher Kommunalpolitiker, Oberbürgermeister der Stadt Ulm (1948–1972)                                    | 88    |       |
| 17. Juli | Moussa Sala                          | nigrischer Offizier und Politiker                                                                           | 55    |       |
| 17. Juli | Wolrad Schwertfeger                  | deutscher Jurist und Politiker (NSDAP)                                                                      | 87    |       |
| 18. Juli | Pierce Brodkorb                      | US-amerikanischer Paläontologe und Ornithologe                                                              | 83    |       |
| 18. Juli | Franz Josef Dannecker                | deutscher Politiker (CSU)                                                                                   | 65    |       |
| 18. Juli | Ludwig Demarmels                     | Schweizer Skisportler und Kunstmaler                                                                        | 74    |       |
| 18. Juli | Eugen Isele                          | Schweizer Rechtswissenschaftler                                                                             | 89    |       |
| 18. Juli | Rudolf Ising                         | US-amerikanischer Animator, Filmproduzent und -regisseur                                                    | 88    |       |
| 18. Juli | Giuseppe Paupini                     | italienischer Kardinal der römisch-katholischen Kirche                                                      | 85    |       |
| 18. Juli | Helmut Schmid                        | deutscher Schauspieler und Regisseur                                                                        | 67    |       |
| 18. Juli | Gaston Serraud                       | französischer Automobilrennfahrer                                                                           | 87    |       |
| 19. Juli | Paolo Borsellino                     | italienischer Richter und Mafia-Jäger                                                                       | 52    |       |
| 19. Juli | Heinz Galinski                       | deutscher Kaufmann, Präsident des Zentralrates der Juden in Deutschland                                     | 79    |       |
| 19. Juli | Siegfried Günther                    | deutscher Lehrer und Musikwissenschaftler                                                                   | 101   |       |
| 19. Juli | Rudolf Haubst                        | deutscher römisch-katholischer Theologe                                                                     | 79    |       |
| 19. Juli | Manfred Kandt                        | deutscher Maler, Bildhauer und Architekt                                                                    | 70    |       |
| 19. Juli | Georg Kliesing                       | deutscher Politiker (CDU). MdB                                                                              | 81    |       |
| 19. Juli | Allen Newell                         | US-amerikanischer Informatiker und Kognitionspsychologe                                                     | 65    |       |
| 19. Juli | Alan E. Nourse                       | US-amerikanischer Autor                                                                                     | 63    |       |
| 20. Juli | Walter Boje                          | deutscher Fotograf                                                                                          | 86    |       |
| 20. Juli | Jeffrey Erickson                     | US-amerikanischer Serienbankräuber und Mörder                                                               |       |       |
| 20. Juli | Helmut Janßen                        | deutscher Verwaltungsjurist, Oberkreisdirektor des Landkreises Rotenburg                                    | 81    |       |
| 20. Juli | Gerda Knebel                         | deutsche klassische Philologin                                                                              | 72    |       |
| 20. Juli | Johannes Papritz                     | deutscher Archivar                                                                                          | 94    |       |
| 20. Juli | John Tinsley                         | britischer anglikanischer Theologe; Bischof von Bristol (1976–1985)                                         | 73    |       |
| 21. Juli | Mario Boyé                           | argentinischer Fußballspieler                                                                               | 69    |       |
| 21. Juli | Aloys Fleischmann                    | irischer Komponist, Dirigent, Musikwissenschaftler und Hochschullehrer                                      | 82    |       |
| 21. Juli | Ernst Schäfer                        | deutscher Zoologe                                                                                           | 82    |       |
| 21. Juli | Helmut Seibt                         | österreichischer Eiskunstläufer                                                                             | 63    |       |
| 21. Juli | Friedrich Tölke                      | deutscher Ingenieurwissenschaftler für Mechanik                                                             | 91    |       |
| 21. Juli | Pierre Uri                           | französischer Wirtschaftswissenschaftler                                                                    | 80    |       |
| 22. Juli | Reginald Bretnor                     | US-amerikanischer Science-Fiction-Schriftsteller                                                            | 80    |       |
| 22. Juli | Thomas Joseph Drury                  | US-amerikanischer Geistlicher, Bischof von Corpus Christi                                                   | 84    |       |
| 22. Juli | İrma Felegyan                        | türkische Schauspielerin armenischer Abstammung                                                             | 80    |       |
| 22. Juli | Günther Franz                        | deutscher Agrarhistoriker                                                                                   | 90    |       |
| 22. Juli | Paul Kassecker                       | österreichischer Bildhauer, Maler und Grafiker                                                              | 89    |       |
| 22. Juli | Wayne McLaren                        | US-amerikanischer Schauspieler                                                                              | 51    |       |
| 22. Juli | John Meyendorff                      | orthodoxer Theologe                                                                                         | 66    |       |
| 22. Juli | Diallo Ousman Bassarou               | nigrischer Beamter und Politiker                                                                            |       |       |
| 22. Juli | Nina Pens                            | dänische Schauspielerin                                                                                     | 63    |       |
| 22. Juli | Félix-Marie-Honoré Verdet            | französischer Geistlicher und Bischof von La Rochelle                                                       | 87    |       |
| 22. Juli | David Wojnarowicz                    | US-amerikanischer Künstler, Fotograf und Autor                                                              | 37    |       |
| 23. Juli | Maxine Audley                        | britische Schauspielerin                                                                                    | 69    |       |
| 23. Juli | Suleiman Frangieh                    | libanesischer Staatspräsident                                                                               | 82    |       |
| 23. Juli | Robert Liddell                       | englischer Schriftsteller                                                                                   | 83    |       |
| 23. Juli | Albert Richard Mohr                  | deutscher Musik- und Theaterwissenschaftler                                                                 | 80    |       |
| 23. Juli | Maximilian Pahl                      | deutsch-österreichischer Physiker                                                                           | 84    |       |
| 23. Juli | Rosemary Sutcliff                    | englische Schriftstellerin                                                                                  | 71    |       |
| 24. Juli | Arletty                              | französische Schauspielerin                                                                                 | 94    |       |
| 24. Juli | Gawriil Abramowitsch Ilisarow        | russischer Orthopäde                                                                                        | 71    |       |
| 24. Juli | Karl Kersten                         | deutscher Prähistoriker in Kiel und Schleswig                                                               | 82    |       |
| 24. Juli | Artjom Jurjewitsch Kopot             | russischer Eishockeyspieler                                                                                 | 19    |       |
| 24. Juli | Josef Schleifstein                   | deutscher marxistischer Philosoph und Politiker (DKP), MdV (Kulturbund)                                     | 77    |       |
| 25. Juli | Ralph Boas                           | US-amerikanischer Mathematiker                                                                              | 79    |       |
| 25. Juli | Hubert Egemann                       | deutscher Politiker (SED)                                                                                   | 62    |       |
| 25. Juli | Waldo Köhler                         | deutscher Maler und Grafiker                                                                                | 82    |       |
| 25. Juli | Kurt Lütgen                          | deutscher Schriftsteller                                                                                    | 80    |       |
| 25. Juli | Konrad Naumann                       | deutscher Politiker (SED), MdV, Mitglied des Politbüros des Zentralkomitees der SED in der DDR              | 63    |       |
| 25. Juli | Arthur Rich                          | Schweizer Theologe, Sozial- und Wirtschaftsethiker                                                          | 82    |       |
| 25. Juli | Gary Windo                           | britischer Jazzsaxophonist                                                                                  | 50    |       |
| 26. Juli | Rita Atria                           | italienische Informantin der Justiz in Ermittlungen gegen die sizilianische Mafia                           | 17    |       |
| 26. Juli | Archie R. Dalzell                    | US-amerikanischer Kameramann                                                                                | 80    |       |
| 26. Juli | Franjo Gartner                       | jugoslawischer Radrennfahrer                                                                                | 87    |       |
| 26. Juli | Ottorino Quaglierini                 | italienischer Ruderer                                                                                       | 77    |       |
| 26. Juli | Alois Seiler                         | deutscher Archivar und Historiker                                                                           | 58    |       |
| 26. Juli | Elga Svendsen                        | dänische Schauspielerin                                                                                     | 86    |       |
| 26. Juli | Mary Wells                           | US-amerikanische Soulsängerin                                                                               | 49    |       |
| 27. Juli | Ernst Barth                          | deutscher Pädagoge und Heimatforscher des Erzgebirges                                                       | 83    |       |
| 27. Juli | Josef Candels                        | deutscher Maler                                                                                             | 89    |       |
| 27. Juli | Jacob Marx                           | deutscher Politiker (CDU), MdL                                                                              | 65    |       |
| 27. Juli | Lianne Paulina-Mürl                  | deutsche Politikerin (SPD), MdL                                                                             | 47    |       |
| 27. Juli | Galeaʻi Peni Poumele                 | US-amerikanischer Politiker (Republikanische Partei) aus Amerikanisch-Samoa                                 | 65    |       |
| 27. Juli | Anthony Salerno                      | US-amerikanischer Mobster                                                                                   | 81    |       |
| 27. Juli | Friedrich Schwab                     | deutscher Kaufmann und Unternehmer, Gründer des Schwab-Versandes                                            | 79    |       |
| 27. Juli | Ferdinand Wenauer                    | deutscher Fußball-Nationalspieler                                                                           | 53    |       |
| 28. Juli | Seidu Njimoluh Njoya                 | Fon (Sultan) des Königreiches Bamum                                                                         |       |       |
| 28. Juli | Maria Reiter                         | deutsche Verlobte Adolf Hitlers                                                                             | 82    |       |
| 28. Juli | Lester Shorr                         | US-amerikanischer Kameramann                                                                                | 85    |       |
| 29. Juli | Jeanne-Irène Biya                    | erste Ehefrau von Paul Biya (seit 1982 Präsident Kameruns)                                                  | 56    |       |
| 29. Juli | Fritz Flachberger                    | österreichischer Leichtathlet                                                                               | 80    |       |
| 29. Juli | Bertram Hartard                      | deutscher Politiker                                                                                         | 62    |       |
| 29. Juli | Marcel Janssens                      | belgischer Radrennfahrer                                                                                    | 60    |       |
| 29. Juli | Kemal Kayacan                        | türkischer Admiral                                                                                          |       |       |
| 29. Juli | Michel Larocque                      | kanadischer Eishockeyspieler                                                                                | 40    |       |
| 29. Juli | William Mathias                      | walisischer Komponist                                                                                       | 57    |       |
| 29. Juli | Franz Nimmervoll                     | österreichischer Politiker (ÖVP), Landtagsabgeordneter, Abgeordneter zum Nationalrat                        | 83    |       |
| 29. Juli | Jovan Rašković                       | jugoslawischer Psychiater und Politiker                                                                     | 63    |       |
| 29. Juli | Friedrich von Raupach                | deutscher Geologe                                                                                           | 85    |       |
| 29. Juli | Hans Gerd Techow                     | deutscher Publizist, Jurist und Verleger                                                                    | 87    |       |
| 30. Juli | Ulrich Aust                          | deutscher Architekt und Denkmalpfleger, auch Dresdner Zwingerbaumeister (ab 1983)                           | 50    |       |
| 30. Juli | Nils Boe                             | US-amerikanischer Jurist und Politiker                                                                      | 78    |       |
| 30. Juli | Joachim Herrmann                     | deutscher Politiker (SED), MdV, ZK-Mitglied und Chefredakteur des ND                                        | 63    |       |
| 30. Juli | Bo Lindman                           | schwedischer Moderner Fünfkämpfer                                                                           | 93    |       |
| 30. Juli | Brenda Marshall                      | US-amerikanische Schauspielerin                                                                             | 76    |       |
| 30. Juli | Henryk Nowakowski                    | deutscher Internist, Endokrinologe und Onkologe                                                             | 78    |       |
| 30. Juli | Miguel Passi                         | argentinischer Radrennfahrer                                                                                | 69    |       |
| 30. Juli | Joe Shuster                          | US-amerikanischer Comiczeichner und Miterfinder des Superman                                                | 78    |       |
| 31. Juli | Ənvər Əlixanov                       | sowjetischer Politiker (Aserbaidschanische SSR)                                                             | 75    |       |
| 31. Juli | Leonard Cheshire                     | englischer Offizier, Pilot der Royal Air Force                                                              | 74    |       |
| 31. Juli | Hans Christoph                       | deutscher Künstler                                                                                          | 90    |       |
| 31. Juli | Erich Müller                         | deutscher Zahnarzt                                                                                          | 92    |       |
| 31. Juli | Günter Rossow                        | deutscher Bildhauer                                                                                         | 79    |       |
| Juli     | Gerry Saurer                         | österreichischer Fußballtrainer und Hotelier                                                                |       |       |
| Juli     | Henry Eeles                          | britischer Offizier der Luftstreitkräfte des Vereinigten Königreichs                                        | 82    |       |

## August
| Tag        | Name                                     | Beruf, bekannt als                                                                                              | Alter      | Beleg |
| ---------- | ---------------------------------------- | --- | ---------- | ----- |
| 1. August  | Margarita Iossifowna Aliger              | russische Schriftstellerin                                                                                      | 76         |       |
| 1. August  | Chico Alvarez                            | US-amerikanischer Jazz-Trompeter                                                                                | 72         |       |
| 1. August  | Konrad Habermeier                        | deutscher Glasdesigner                                                                                          | 84         |       |
| 1. August  | Gerhard Hildmann                         | deutscher evangelischer Theologe                                                                                | 85         |       |
| 1. August  | Bob Peak                                 | US-amerikanischer Illustrator                                                                                   | 65         |       |
| 1. August  | Jérôme Razafindrazaka                    | madagassischer Geistlicher, römisch-katholischer Bischof                                                        | 77         |       |
| 1. August  | Helene Tschitschko                       | österreichische Politikerin (SPÖ), Mitglied des Bundesrates                                                     | 84         |       |
| 2. August  | Michel Berger                            | französischer Sänger und Komponist                                                                              | 44         |       |
| 2. August  | Joe Dixie                                | deutscher Jazz- und Unterhaltungsmusiker                                                                        | 67         |       |
| 2. August  | Roderick David Finlayson                 | neuseeländischer Schriftsteller                                                                                 | 88         |       |
| 2. August  | Ephraim Katz                             | israelischer Filmjournalist und Autor                                                                           | 60         |       |
| 2. August  | Louis Francis Solano                     | US-amerikanischer Romanist und Mediävist                                                                        | 88         |       |
| 2. August  | John Albert Trillo                       | britischer Bischof                                                                                              | 77         |       |
| 3. August  | Walter Bröcker                           | deutscher Philosoph und Professor in Rostock und Kiel                                                           | 90         |       |
| 3. August  | Stefan Kunze                             | deutscher Musikwissenschaftler                                                                                  | 59         |       |
| 3. August  | Don Lang                                 | englischer Jazz-Posaunist und Rock'n'Roll-Sänger                                                                | 67         |       |
| 3. August  | Walter Nichelmann                        | deutscher Schriftsteller                                                                                        | 81         |       |
| 3. August  | Georg Peters                             | deutscher Politiker (SPD), MdB                                                                                  | 84         |       |
| 3. August  | Willy Rasche                             | deutscher Politiker (FDP), MdL                                                                                  | 77         |       |
| 3. August  | Wang Hongwen                             | chinesischer Politiker, Mitglied der Viererbande                                                                |            |       |
| 4. August  | Edward Chilton                           | britischer Air Marshal                                                                                          | 85         |       |
| 4. August  | Bruno Grusnick                           | deutscher Musikwissenschaftler und Kirchenmusiker                                                               | 91         |       |
| 4. August  | Matsumoto Seichō                         | japanischer Schriftsteller                                                                                      | 82         |       |
| 4. August  | Franz Schubert                           | deutscher Politiker (NSDAP), MdR                                                                                | 86         |       |
| 4. August  | František Tomášek                        | tschechischer Theologe, Weihbischof in Olmütz, Erzbischof von Prag und Kardinal der römisch-katholischen Kir... | 93         |       |
| 5. August  | Robert Muldoon                           | neuseeländischer Politiker, Premierminister von Neuseeland (1975–1984)                                          | 70         |       |
| 5. August  | Jeff Porcaro                             | US-amerikanischer Musiker, Schlagzeuger der Rockband Toto                                                       | 38         |       |
| 5. August  | Tante Leen                               | niederländische Volkssängerin                                                                                   | 80         |       |
| 5. August  | Karl Wellnitz                            | deutscher Mathematiker und Hochschullehrer                                                                      | 79         |       |
| 6. August  | Leszek Błażyński                         | polnischer Boxer                                                                                                | 43         |       |
| 6. August  | Heinrich Eckstein                        | deutscher Landwirt und Politiker (CDU), MdB                                                                     | 85         |       |
| 6. August  | Fereydoun Farrochsad                     | iranischer Sänger                                                                                               | 53         |       |
| 6. August  | Ruslan Polovinko                         | aserbaidschanischer Offizier                                                                                    | 22         |       |
| 6. August  | Məzahir Rüstəmov                         | aserbaidschanischer Offizier                                                                                    | 32         |       |
| 6. August  | Kay Sabban                               | deutscher Schauspieler                                                                                          | 40         |       |
| 7. August  | John Anderson                            | US-amerikanischer Schauspieler                                                                                  | 69         |       |
| 7. August  | Eberhard Fechner                         | deutscher Schauspieler und Regisseur (Dokumentarfilmer)                                                         | 65         |       |
| 7. August  | Francisco Fernández Ordóñez              | spanischer Politiker                                                                                            |            |       |
| 7. August  | Leo Kok                                  | niederländischer Musiker, Komponist, Antiquar und Widerstandskämpfer                                            | 98         |       |
| 7. August  | Moma Marković                            | jugoslawischer Funktionär                                                                                       | 79         |       |
| 7. August  | Lilo Milchsack                           | deutsche Verbandsfunktionärin, Gründerin der Deutsch-Britischen Gesellschaft                                    | 87         |       |
| 7. August  | Heinz Peter Scholz                       | deutscher Schauspieler und Hörspielsprecher                                                                     | 76         |       |
| 7. August  | Berthold Teusner                         | australischer Politiker, Sprecher des South Australian House of Assembly                                        | 85         |       |
| 7. August  | Kurt Uhlenbroock                         | deutscher SS-Standortarzt im KZ Auschwitz                                                                       | 84         |       |
| 7. August  | Heinz-Dietrich Wendland                  | deutscher evangelischer Theologe und Sozialethiker                                                              | 92         |       |
| 8. August  | Abu l-Qasim al-Choei                     | schiitischer Geistlicher (Irak)                                                                                 | 92         |       |
| 8. August  | Mariusz Dmochowski                       | polnischer Schauspieler und Regisseur                                                                           | 61         |       |
| 8. August  | Martin Jensen                            | estnischer Fußballspieler                                                                                       | 82         |       |
| 8. August  | Wim Malgo                                | Schweizer Evangelist, Prediger und Schriftsteller                                                               | 69         |       |
| 8. August  | Thomas J. McIntyre                       | US-amerikanischer Politiker                                                                                     | 77         |       |
| 8. August  | Bertalan Papp                            | ungarischer Säbelfechter                                                                                        | 78         |       |
| 9. August  | Friedrich Aichberger                     | deutscher Jurist                                                                                                | 84         |       |
| 9. August  | Jan van Baal                             | niederländischer Ethnologe und Gouverneur von Niederländisch-Neuguinea                                          | 82         |       |
| 9. August  | Patrick Devlin, Baron Devlin             | britischer Jurist                                                                                               | 86         |       |
| 9. August  | Suzanne Gabriello                        | französische Sängerin und Schauspielerin                                                                        | 60         |       |
| 9. August  | Bill Russell                             | US-amerikanischer Jazzhistoriker, Autor und Musiker                                                             | 87         |       |
| 9. August  | Manuel Ulloa Elías                       | peruanischer Politiker                                                                                          | 69         |       |
| 9. August  | Friedrich Wille                          | deutscher Mathematiker und Hochschullehrer                                                                      | 57         |       |
| 10. August | Annisteen Allen                          | US-amerikanische R&B-Sängerin                                                                                   | 71         |       |
| 10. August | Aribert Heim                             | österreichisch-deutscher Arzt und SS-Mitglied                                                                   | 78         |       |
| 10. August | Kurt A. Körber                           | deutscher Unternehmer und Mäzen                                                                                 | 82         |       |
| 10. August | Ursula Trabalski                         | deutsche Kommunalpolitikerin (SPD)                                                                              | 70         |       |
| 11. August | Richard Blackburn Black                  | US-amerikanischer Polarforscher                                                                                 | 90         |       |
| 12. August | Paolo Caccia Dominioni                   | italienischer Offizier, Architekt und Schriftsteller                                                            | 96         |       |
| 12. August | John Cage                                | US-amerikanischer Komponist                                                                                     | 79         |       |
| 12. August | Heinrich Ewers                           | deutscher Theologe, Kanonist und Richter an der römischen Rota                                                  | 86         |       |
| 12. August | Mazun al-Maschani                        | omanische Adelige, Zweite Frau von Sultan Said und Mutter von Sultan Qabus von Oman                             |            |       |
| 12. August | Kenji Nakagami                           | japanischer Schriftsteller                                                                                      | 46         |       |
| 12. August | James Ellsworth Noland                   | US-amerikanischer Jurist und Politiker                                                                          | 72         |       |
| 12. August | James W. Payne                           | US-amerikanischer Artdirector und Szenenbildner                                                                 | 62         |       |
| 12. August | Henry Adrian Schade                      | US-amerikanischer Ingenieur und Marineoffizier                                                                  | 91         |       |
| 12. August | Emil Schmid                              | Schweizer Bundesrichter                                                                                         | 84         |       |
| 12. August | Franz von Tattenbach                     | deutscher Ordensgeistlicher, Jesuit                                                                             | 82         |       |
| 12. August | Matthes Ziegler                          | deutscher Theologe und Nationalsozialist                                                                        | 81         |       |
| 13. August | Eugen Bjørnstad                          | norwegischer Autorennfahrer                                                                                     | 82         |       |
| 13. August | Josef Gabl                               | österreichischer Skirennläufer                                                                                  | 71         |       |
| 13. August | Theophane Hytrek                         | US-amerikanische Komponistin, Kirchenmusikerin und Musikpädagogin                                               | 77         |       |
| 13. August | Hans Reiter                              | österreichischer Mathematiker                                                                                   | 70         |       |
| 13. August | Erwin Schleich                           | deutscher Architekt, Denkmalpfleger und Architekturhistoriker                                                   | 67         |       |
| 13. August | Katti Wankel                             | norwegische Herausgeberin                                                                                       | 94         |       |
| 13. August | Hans-Georg Wormit                        | deutscher Jurist, Präsident der Stiftung Preußischer Kulturbesitz                                               | 80         |       |
| 14. August | Aljaksej Karpjuk                         | weißrussischer Schriftsteller                                                                                   | 72         |       |
| 14. August | Deane Kincaide                           | US-amerikanischer Jazz-Saxophonist, Klarinettist, Arrangeur und Komponist                                       | 81         |       |
| 14. August | Marcel Le Glay                           | französischer Klassischer Archäologe und Epigraphiker                                                           | 72         |       |
| 14. August | Norah Phillips, Baroness Phillips        | britische Politikerin (Labour Party)                                                                            | 82         |       |
| 14. August | Immy Schell                              | österreichische Schauspielerin                                                                                  | 57         |       |
| 14. August | John Sirica                              | US-amerikanischer Jurist                                                                                        | 88         |       |
| 14. August | Henry Turkel                             | US-amerikanischer Arzt und Wissenschaftler                                                                      |            |       |
| 14. August | Wilhelm Wichtendahl                      | deutscher Architekt und Stadtplaner                                                                             | 89         |       |
| 14. August | Tony Williams                            | US-amerikanischer Musiker                                                                                       | 64         |       |
| 15. August | Léon Fichot                              | französischer Radrennfahrer                                                                                     | 91         |       |
| 15. August | Hermann Hagen                            | österreichischer Politiker (ÖVP), Landtagsabgeordneter zum Vorarlberger Landtag                                 | 86         |       |
| 15. August | Heinz Ladendorf                          | deutscher Kunsthistoriker                                                                                       | 83         |       |
| 15. August | Klaus Liegibel                           | deutscher Motorradrennfahrer                                                                                    | 31 oder 32 |       |
| 15. August | Giorgio Perlasca                         | italienischer Faschist und Retter tausender Juden in Budapest                                                   | 82         |       |
| 15. August | Friedrich Seidel                         | deutscher Zoologe und Entwicklungsbiologe                                                                       | 95         |       |
| 15. August | Erwin Stein                              | deutscher Politiker (CDU), MdL und Richter des Bundesverfassungsgerichts                                        | 89         |       |
| 15. August | Fujino Tsunesaburō                       | japanischer Mediziner und Bakteriologe                                                                          | 85         |       |
| 16. August | Horst Heidrich                           | deutscher Politiker (SED), Generalforstmeister der DDR und stellvertretender Minister für Land-, Forst- und ... | 72         |       |
| 16. August | Ľudovít Ozábal                           | slowakischer Schauspieler, Regisseur und Illustrator                                                            | 70         |       |
| 16. August | Karl Storch                              | deutscher Leichtathlet und Olympiamedaillengewinner                                                             | 78         |       |
| 16. August | Antoni Wieczorek                         | polnischer Skispringer und Skisprungtrainer                                                                     | 68         |       |
| 17. August | Toni Dürnberger                          | österreichischer Bergsteiger und Forschungsreisender                                                            | 59         |       |
| 17. August | John Maclay, 1. Viscount Muirshiel       | britischer Politiker, Unterhausabgeordneter und Peer                                                            | 86         |       |
| 17. August | Tom Nolan                                | irischer Politiker (Fianna Fáil), MdEP                                                                          | 71         |       |
| 17. August | Al Parker                                | US-amerikanischer Filmregisseur, Filmproduzent und Pornodarsteller                                              | 40         |       |
| 17. August | Wolfhart Schultz                         | deutscher Biologe                                                                                               | 55         |       |
| 18. August | Tista Murk                               | Schweizer Schriftsteller                                                                                        | 77         |       |
| 18. August | Ivan Rukavina                            | jugoslawischer Generaloberst und Volksheld Jugoslawiens                                                         | 80         |       |
| 18. August | John Sturges                             | US-amerikanischer Regisseur und Produzent                                                                       | 82         |       |
| 19. August | Niranjan Singh Gill                      | indischer Militär und Diplomat                                                                                  | 86         |       |
| 19. August | Jean-Albert Grégoire                     | französischer Ingenieur                                                                                         | 93         |       |
| 19. August | Jean Hubeau                              | französischer Komponist                                                                                         | 75         |       |
| 19. August | Norvel Lee                               | US-amerikanischer Boxer                                                                                         | 67         |       |
| 19. August | George McIlraith                         | kanadischer Politiker                                                                                           | 84         |       |
| 19. August | Michail Abramowitsch Milstein            | sowjetischer General                                                                                            | 81         |       |
| 20. August | Iwan Nikolajewitsch Anikejew             | sowjetischer Kosmonautenanwärter                                                                                | 58         |       |
| 20. August | Will Eisenmann                           | deutsch-schweizerischer Komponist                                                                               | 86         |       |
| 20. August | Walter Grabmann                          | deutscher Offizier, zuletzt Generalmajor im Zweiten Weltkrieg                                                   | 86         |       |
| 20. August | Helmut Grubert                           | deutscher Oberstleutnant                                                                                        | 83         |       |
| 20. August | Hélène Landry                            | kanadische Pianistin und Musikpädagogin                                                                         | 87         |       |
| 20. August | Helmut Roscher                           | deutscher Rapportführer im KZ Buchenwald                                                                        | 74         |       |
| 21. August | Theodor Berger                           | österreichischer Komponist                                                                                      | 87         |       |
| 21. August | Harry Kaskey                             | US-amerikanischer Eisschnellläufer                                                                              | 89         |       |
| 21. August | Isidro Lángara                           | spanischer Fußballspieler                                                                                       | 80         |       |
| 21. August | Rolf Richter                             | deutscher Filmpublizist, Filmwissenschaftler, Autor und Maler                                                   | 59         |       |
| 21. August | Dai Vernon                               | kanadisch-US-amerikanischer Zauberkünstler                                                                      | 98         |       |
| 22. August | Jacques Bailbé                           | französischer Romanist und Literaturwissenschaftler                                                             | 67         |       |
| 22. August | Gerald Ketchum                           | US-amerikanischer Antarktisforscher und Soldat                                                                  | 83         |       |
| 22. August | Monsieur Mosse                           | finnischer Visagist                                                                                             | 60         |       |
| 23. August | David Ahlstrom                           | US-amerikanischer Komponist und Musikpädagoge                                                                   | 65         |       |
| 23. August | Arthur Davison                           | kanadischer Geiger und Dirigent                                                                                 | 73         |       |
| 23. August | Vernon Howard                            | US-amerikanischer Schriftsteller und Vertreter einer spirituellen Philosophie                                   | 74         |       |
| 23. August | Donald Stewart                           | schottischer Politiker der Scottish National Party (SNP)                                                        | 71         |       |
| 23. August | Alf Watson                               | australischer Hürdenläufer und Sprinter                                                                         | 85         |       |
| 24. August | André Donner                             | niederländischer Rechtsgelehrter                                                                                | 74         |       |
| 24. August | Eddy Fischer                             | deutscher Theater- und Kostümplastiker                                                                          | 75         |       |
| 24. August | George Jones                             | australischer Kampfpilot, Kommandeur der RAAF                                                                   | 95         |       |
| 24. August | Franz-Hermann Kappes                     | deutscher Politiker (CDU), MdB                                                                                  | 53         |       |
| 24. August | Catherine Kousmine                       | Schweizer Ärztin                                                                                                |            |       |
| 24. August | Heinrich Schwarzer                       | deutscher Radrennfahrer                                                                                         | 70         |       |
| 24. August | Lazăr Sfera                              | rumänischer Fußballspieler                                                                                      | 83         |       |
| 24. August | Lothar Stengel-von Rutkowski             | deutscher Arzt, nationalsozialistischer Rassentheoretiker und Dichter                                           | 83         |       |
| 25. August | George R. Nelson                         | US-amerikanischer Szenenbildner und Oscarpreisträger                                                            | 65         |       |
| 25. August | Veikko Peräsalo                          | finnischer Leichtathlet                                                                                         | 80         |       |
| 26. August | Ursula Alexa                             | deutsche Schauspielerin                                                                                         | 70         |       |
| 26. August | Sammy Benskin                            | US-amerikanischer Jazzpianist                                                                                   | 69         |       |
| 26. August | Daniel Gorenstein                        | US-amerikanischer Mathematiker                                                                                  | 69         |       |
| 26. August | Lily Herrmann-Conrady                    | deutsche Malerin und Grafikerin                                                                                 | 91         |       |
| 26. August | Eddie Lusk                               | US-amerikanischer Bluesmusiker                                                                                  | 43         |       |
| 26. August | Bob De Moor                              | belgischer Comiczeichner                                                                                        | 66         |       |
| 27. August | Şövqiyar Abdullayev                      | aserbaidschanischer Panzerkommandant                                                                            | 23         |       |
| 27. August | Ferdinand Diehl                          | deutscher Regisseur                                                                                             | 91         |       |
| 27. August | Bengt Holbek                             | dänischer Folklorist                                                                                            | 59         |       |
| 27. August | George H. Kerr                           | US-amerikanischer Autor, Historiker (Pazifikinseln), Diplomat, Militärberater (Pazifikkrieg und Rückgabe Tai... | 80         |       |
| 27. August | Daniel K. Ludwig                         | US-amerikanischer Reeder, Unternehmer und Philanthrop                                                           | 95         |       |
| 27. August | Max Stiepl                               | deutsch-österreichischer Eisschnellläufer                                                                       | 78         |       |
| 28. August | Mohamad Muda Asri                        | malaysischer Politiker                                                                                          | 68         |       |
| 29. August | Félix Guattari                           | französischer Psychiater und Psychoanalytiker                                                                   | 62         |       |
| 29. August | Heini Hediger                            | Schweizer Zoologe                                                                                               | 83         |       |
| 29. August | Ludovic Moyersoen                        | belgischer Politiker                                                                                            | 88         |       |
| 29. August | Mary Norton                              | britische Kinderbuchautorin                                                                                     | 88         |       |
| 29. August | Emil Spannocchi                          | österreichischer General                                                                                        | 75         |       |
| 29. August | Weng Weng                                | philippinischer Schauspieler                                                                                    | 34         |       |
| 30. August | Karl Bricker                             | Schweizer Skisportler                                                                                           | 68         |       |
| 30. August | Hideo Gosha                              | japanischer Drehbuchautor und Regisseur                                                                         | 63         |       |
| 30. August | Ernst Ihbe                               | deutscher Radrennfahrer                                                                                         | 78         |       |
| 30. August | Jelena Iwanowna Kasimirtschak-Polonskaja | russische Astronomin                                                                                            | 89         |       |
| 31. August | Wolfgang Güllich                         | deutscher Sportkletterer                                                                                        | 31         |       |
| 31. August | Herbert Lager                            | österreichischer Volksmusikforscher                                                                             | 85         |       |
| 31. August | John Salathé                             | schweizerisch-US-amerikanischer Bergsteiger, Pionier des Bigwallkletterns im Yosemite Valley                    | 93         |       |
| 31. August | Charles Weltner                          | US-amerikanischer Politiker                                                                                     | 64         |       |
| 31. August | Hans Wimmer                              | deutscher Bildhauer                                                                                             | 85         |       |
| August     | Vincent Kwabena Damuah                   | ghanaischer Priester und Mitglied der Regierung des PNDC in Ghana                                               |            |       |
| August     | Lucy Desmond                             | britische Turnerin                                                                                              | 93         |       |
| August     | Christopher McCandless                   | US-amerikanischer Abenteurer                                                                                    | 24         |       |

## September
| Tag           | Name                                 | Beruf, bekannt als                                                                                         | Alter | Beleg |
| ------------- | ------------------------------------ | --- | ----- | ----- |
| 1. September  | Erich Bielka                         | österreichischer Diplomat, Bundesminister für Auswärtige Angelegenheiten                                   | 84    |       |
| 1. September  | Piotr Jaroszewicz                    | polnischer Politiker, Mitglied des Sejm und Militär                                                        | 82    |       |
| 1. September  | Sergei Senjukow                      | sowjetischer Hochspringer                                                                                  | 37    |       |
| 1. September  | Weniamin Pawlowitsch Tschebotajew    | russischer Physiker                                                                                        | 54    |       |
| 2. September  | Fritz Ebbert                         | deutscher Manager, kaufmännischer Geschäftsführer der Zahnradfabrik Passau (ZP)                            | 77    |       |
| 2. September  | Georges-Henri Martin                 | Schweizer Journalist                                                                                       | 76    |       |
| 2. September  | Barbara McClintock                   | US-amerikanische Genetikerin und Nobelpreisträgerin                                                        | 90    |       |
| 3. September  | Cesar Bengzon                        | philippinischer Jurist und Richter am Internationalen Gerichtshof                                          | 96    |       |
| 3. September  | Bruno Bjelinski                      | jugoslawischer Komponist                                                                                   | 82    |       |
| 3. September  | Ignacio Díaz Morales                 | mexikanischer Architekt und Bauingenieur                                                                   | 86    |       |
| 3. September  | Karl Feige                           | deutscher Sportwissenschaftler                                                                             | 86    |       |
| 4. September  | Carl Butler                          | US-amerikanischer Country-Sänger                                                                           | 65    |       |
| 4. September  | John van Dreelen                     | niederländischer Schauspieler                                                                              | 70    |       |
| 4. September  | Greg J. Holbrock                     | US-amerikanischer Politiker                                                                                | 86    |       |
| 5. September  | Billy Herman                         | US-amerikanischer Baseballspieler und -manager                                                             | 83    |       |
| 5. September  | Philipp Hilbert                      | deutscher Radrennfahrer                                                                                    | 80    |       |
| 5. September  | Kurt Hruby                           | österreichischer katholischer Theologe und Autor                                                           | 71    |       |
| 5. September  | Fritz Leiber                         | US-amerikanischer Schauspieler und Autor                                                                   | 81    |       |
| 5. September  | László Rajcsányi                     | ungarischer Fechter                                                                                        | 85    |       |
| 5. September  | Hal Russell                          | US-amerikanischer Jazz-Musiker                                                                             | 66    |       |
| 5. September  | Rómulo Sauñe Quicaña                 | peruanischer evangelischer Pastor und Übersetzer                                                           | 39    |       |
| 5. September  | Sepp Skalitzky                       | deutscher Lyriker und Erzähler, von Beruf Lehrer                                                           | 91    |       |
| 5. September  | HP Zimmer                            | deutscher Maler und Bildhauer                                                                              | 55    |       |
| 6. September  | Roberto Grela                        | argentinischer Tangogitarrist und -komponist                                                               | 79    |       |
| 6. September  | Pat Harder                           | US-amerikanischer American-Football-Spieler und -Schiedsrichter                                            | 70    |       |
| 6. September  | Agata Hikari                         | japanischer Schriftsteller                                                                                 | 49    |       |
| 6. September  | Günther Huwer                        | deutscher Frauenarzt und Hochschullehrer                                                                   | 92    |       |
| 6. September  | Mervyn Johns                         | britisch-walisischer Autor und Schauspieler                                                                | 93    |       |
| 6. September  | Karl Böttcher                        | deutscher Architekt und Hochschullehrer                                                                    | 88    |       |
| 7. September  | Friedrich Bassler                    | deutscher Wasserbauingenieur                                                                               | 83    |       |
| 7. September  | Cyril Bence                          | britischer Politiker                                                                                       | 89    |       |
| 7. September  | Arturo Dominici                      | italienischer Film- und Theaterschauspieler                                                                | 74    |       |
| 7. September  | Erich Kamp                           | deutscher Politiker (SPD), MdL                                                                             | 53    |       |
| 7. September  | Albert Post                          | deutscher Politiker (FDP), MdL                                                                             | 95    |       |
| 7. September  | Käthe Rülicke-Weiler                 | deutsche Dramaturgin und Theaterwissenschaftlerin                                                          | 70    |       |
| 7. September  | Kim Jeong-ryeol                      | südkoreanischer Politiker und Premierminister                                                              | 74    |       |
| 8. September  | Jerzy Albrecht                       | polnischer Politiker, Mitglied des Sejm (PZPR), Finanzminister                                             | 77    |       |
| 8. September  | Quentin N. Burdick                   | US-amerikanischer Politiker (Demokratische Partei)                                                         | 84    |       |
| 8. September  | Guy Grantham                         | britischer Admiral, Gouverneur von Malta                                                                   | 92    |       |
| 8. September  | Donald Guthrie                       | britischer baptistischer Neutestamentler                                                                   | 76    |       |
| 8. September  | Hans-Otto Meissner                   | deutscher Diplomat und Schriftsteller                                                                      | 83    |       |
| 8. September  | Annie van de Ruit                    | niederländische Malerin, Illustratorin und Zeichnerin                                                      | 87    |       |
| 9. September  | Carmelo Di Bella                     | italienischer Fußballspieler und -trainer                                                                  | 71    |       |
| 9. September  | Julian Creus                         | britischer Gewichtheber                                                                                    | 75    |       |
| 9. September  | Renate Preißhofen                    | deutsche Klassische Archäologin                                                                            | 55    |       |
| 9. September  | Gottfried Unterdörfer                | deutscher Forstmann und Schriftsteller                                                                     | 71    |       |
| 10. September | Heinrich von Bünau                   | deutscher Landrat                                                                                          | 85    |       |
| 10. September | Fritz Erler                          | deutscher Mediziner                                                                                        | 93    |       |
| 10. September | Gerold Wächter                       | deutscher Politiker (FDP), MdL, MdB                                                                        | 86    |       |
| 11. September | Eiji Gō                              | japanischer Schauspieler                                                                                   | 55    |       |
| 11. September | Henry Kahane                         | österreichisch-US-amerikanischer Romanist und Sprachwissenschaftler                                        | 89    |       |
| 11. September | Frank McKinney                       | US-amerikanischer Schwimmer                                                                                | 53    |       |
| 11. September | Werner Reichardt                     | deutscher Physiker, Biologe                                                                                | 68    |       |
| 11. September | Hans Teubner                         | deutscher Widerstandskämpfer                                                                               | 90    |       |
| 12. September | Hans Kapfer                          | österreichischer Justizminister                                                                            | 89    |       |
| 12. September | Heinrich Knotzer                     | österreichischer Politiker (SPÖ), Landesrat im Burgenland                                                  | 86    |       |
| 12. September | Hans F. Koenekamp                    | US-amerikanischer Spezialeffektkünstler und Kameramann                                                     | 100   |       |
| 12. September | Hermann Krages                       | deutscher Unternehmer                                                                                      | 82    |       |
| 12. September | Mallikarjun Mansur                   | indischer Sänger                                                                                           | 81    |       |
| 12. September | Anthony Perkins                      | US-amerikanischer Schauspieler                                                                             | 60    |       |
| 12. September | Emilio Recoba                        | uruguayischer Fußballspieler                                                                               | 87    |       |
| 12. September | Fritz Walden                         | österreichischer Publizist, Autor und Kulturredakteur sowie Film-, Literatur-, Musik- und Theaterkritiker  | 78    |       |
| 13. September | Eugen Goßner                         | deutscher Lungenfacharzt und Sportmediziner                                                                | 81    |       |
| 13. September | Lou Jacobs                           | deutsch-US-amerikanischer Clown und Entertainer                                                            | 89    |       |
| 13. September | Erich Kundermann                     | deutscher Politiker (KPD/SED)                                                                              | 89    |       |
| 13. September | Josef Rambacher                      | österreichischer Fußballspieler und -trainer                                                               | 75    |       |
| 14. September | Ilse Dörffeldt                       | deutsche Leichtathletin und Olympiadritte                                                                  | 80    |       |
| 14. September | Friedrich Hachenberg                 | deutscher Forstmann                                                                                        | 77    |       |
| 14. September | Bruce Hutchison                      | kanadischer Schriftsteller und Journalist                                                                  | 91    |       |
| 14. September | August Komendant                     | US-amerikanischer Bauingenieur, Tragwerksplaner und Hochschullehrer                                        | 85    |       |
| 14. September | Paul Joseph James Martin             | kanadischer Politiker und Botschafter                                                                      | 89    |       |
| 14. September | Finn Søeborg                         | dänischer Humorist und Schriftsteller                                                                      | 76    |       |
| 14. September | Günter Sonnenberg                    | deutscher Schauspieler                                                                                     | 67    |       |
| 14. September | Heinz Spitzner                       | deutscher Schauspieler                                                                                     | 75    |       |
| 14. September | Theodore S. Weiss                    | US-amerikanischer Jurist und Politiker                                                                     | 64    |       |
| 15. September | Karel De Schrijver                   | belgischer Komponist und Professor                                                                         | 84    |       |
| 15. September | Martin Eberle                        | deutscher Gewichtheber                                                                                     | 61    |       |
| 15. September | Walter B. Jones senior               | US-amerikanischer Politiker                                                                                | 79    |       |
| 15. September | Michael Luciano                      | US-amerikanischer Filmeditor                                                                               | 83    |       |
| 15. September | Willy Müller                         | deutsch-schweizerischer Nachrichtentechniker                                                               | 88    |       |
| 15. September | Erich Rackwitz                       | deutscher Jugendbuchautor und Reporter                                                                     | 83    |       |
| 16. September | Enrico Assi                          | italienischer Geistlicher, Bischof von Cremona                                                             | 73    |       |
| 16. September | Larbi Ben Barek                      | marokkanischer und französischer Fußballspieler                                                            | 78    |       |
| 16. September | Franz Blabolil                       | österreichischer Politiker (SPÖ), Landtagsabgeordneter                                                     | 71    |       |
| 16. September | Hans-Adolf von Blumröder             | deutscher Offizier                                                                                         | 88    |       |
| 16. September | Ingeborg Capra-Teuffenbach           | österreichische Schriftstellerin und Kritikerin                                                            | 77    |       |
| 16. September | Millicent Fenwick                    | US-amerikanische republikanische Politikerin und Publizistin                                               | 82    |       |
| 16. September | Hedwig Matuschek                     | deutsche Politikerin (CDU), MdL                                                                            | 89    |       |
| 16. September | Tsuneo Satō                          | japanischer Eisschnellläufer                                                                               | 66    |       |
| 16. September | Hans Schumacher                      | deutscher Jurist, Kriminalrat und SS-Sturmbannführer                                                       | 85    |       |
| 16. September | Victoria Wolff                       | US-amerikanische Schriftstellerin und Drehbuchautorin                                                      | 88    |       |
| 17. September | Yngve Casslind                       | schwedischer Eishockeytorwart                                                                              | 60    |       |
| 17. September | Martin Gosebruch                     | deutscher Kunsthistoriker                                                                                  | 73    |       |
| 17. September | Otto Ludwig                          | deutscher Pianist                                                                                          | 82    |       |
| 17. September | Fjodor Fjodorowitsch Schaljapin      | russischer Schauspieler                                                                                    | 86    |       |
| 17. September | Sadegh Scharafkandi                  | kurdischer Politiker und Vorsitzender der Demokratischen Partei Kurdistan-Iran                             | 54    |       |
| 17. September | Judith N. Shklar                     | US-amerikanische Politologin                                                                               | 63    |       |
| 18. September | Lona Andre                           | US-amerikanische Schauspielerin                                                                            | 77    |       |
| 18. September | David Bodian                         | US-amerikanischer Mediziner                                                                                | 82    |       |
| 18. September | Muhammad Hidayatullah                | indischer Staatspräsident und Chief Justice des Supreme Court of India                                     | 86    |       |
| 18. September | Harald Koch                          | deutscher Politiker (SPD), MdL, MdB                                                                        | 85    |       |
| 18. September | Gustav Lombard                       | deutscher SS-Brigadeführer, Kriegsverbrecher                                                               | 97    |       |
| 18. September | Margaretha von Dänemark              | dänische Adelige, Mitglied des Hauses Schleswig-Holstein-Sonderburg-Glücksburg                             | 97    |       |
| 18. September | Ethem Menderes                       | türkischer Politiker                                                                                       |       |       |
| 18. September | Karena Niehoff                       | deutsche Feuilletonistin und Kritikerin                                                                    | 71    |       |
| 18. September | Franz Schmid                         | deutscher Bergsteiger                                                                                      | 87    |       |
| 18. September | Earl Van Dyke                        | US-amerikanischer Pianist                                                                                  | 62    |       |
| 18. September | Karl-Heinz Vorsatz                   | deutscher Politiker (SRP, DRP, NPD), MdBB                                                                  | 64    |       |
| 19. September | William Christopher Atkinson         | britischer Romanist, Historiker, Hispanist und Lusitanist                                                  | 90    |       |
| 19. September | Fritz Bauer                          | deutscher Ruderer, Olympiasieger 1936                                                                      | 86    |       |
| 19. September | Jeronim Isidor Chimy                 | kanadisch-ukrainischer Bischof der ukrainisch griechisch-katholischen Eparchie New Westminster             | 73    |       |
| 19. September | Olle Laessker                        | schwedischer Leichtathlet                                                                                  | 70    |       |
| 19. September | Alexander Trojan                     | österreichischer Schauspieler                                                                              | 78    |       |
| 20. September | Musa Anter                           | kurdischer Schriftsteller und Intellektueller                                                              |       |       |
| 20. September | Heribert Barking                     | deutscher Unternehmer und Politiker (CDU), MdL                                                             | 80    |       |
| 20. September | Leon Orris Jacobson                  | US-amerikanischer Mediziner                                                                                | 80    |       |
| 20. September | Rudolf Jacquemien                    | deutschsprachiger Schriftsteller und Journalist in der Sowjetunion                                         | 84    |       |
| 20. September | Kurt Rudolf Mirow                    | deutsch-brasilianischer Unternehmer und Autor                                                              |       |       |
| 20. September | Wolf von Möllendorff                 | deutscher Architekt                                                                                        | 83    |       |
| 20. September | Harry Smyth                          | kanadischer Eisschnellläufer                                                                               | 82    |       |
| 20. September | William L. Springer                  | US-amerikanischer Politiker                                                                                | 83    |       |
| 20. September | Adolf Stählin                        | deutscher Agrarwissenschaftler                                                                             | 90    |       |
| 21. September | Vicente Arraya                       | bolivianischer Fußballspieler                                                                              | 70    |       |
| 21. September | Alexander Dawletowitsch Almetow      | russischer Eishockeyspieler                                                                                | 52    |       |
| 21. September | Hermann Hoberg                       | deutscher katholischer Geistlicher, Kirchenhistoriker                                                      | 84    |       |
| 21. September | Paul Alfons von Metternich-Winneburg | deutsch-österreichischer Rennfahrer und Präsident der FIA                                                  | 75    |       |
| 21. September | Bernhard Pack                        | deutscher Höhlentaucher                                                                                    | 28    |       |
| 21. September | Eduard Studer                        | Schweizer Germanist und Hochschullehrer                                                                    | 73    |       |
| 22. September | Hippolyte Berlier                    | römisch-katholischer Theologe und Bischof von Niamey                                                       | 73    |       |
| 22. September | Willy Boepple                        | deutscher Politiker (SPD), MdL                                                                             | 81    |       |
| 22. September | Paul Bucy                            | US-amerikanischer Neuropathologe                                                                           | 87    |       |
| 22. September | Erwin Freyer                         | deutscher Generalmajor                                                                                     | 77    |       |
| 22. September | Günther Hudak                        | deutscher Beamter, Gewerkschafter und Senator (Bayern)                                                     | 52    |       |
| 22. September | Hermann Jaeger                       | deutscher Geologe                                                                                          | 63    |       |
| 22. September | Werner Kessel                        | deutscher Journalist                                                                                       | 61    |       |
| 23. September | Frank P. Briggs                      | US-amerikanischer Politiker                                                                                | 98    |       |
| 23. September | Franz Haberlander                    | deutscher Kommunalpolitiker                                                                                | 76    |       |
| 23. September | Ivar Ivask                           | estnischer Lyriker und Literaturwissenschaftler                                                            | 64    |       |
| 23. September | James Van Fleet                      | US-amerikanischer General                                                                                  | 100   |       |
| 24. September | Heinrich Baudisch                    | tschechoslowakisch-deutscher Maler und Grafiker                                                            | 87    |       |
| 24. September | Wolfgang Schulz                      | deutscher Liedermacher, Komponist und Musikproduzent                                                       | 51    |       |
| 24. September | Brownie Wise                         | US-amerikanische Geschäftsfrau                                                                             | 79    |       |
| 25. September | Wilhelm Alff                         | deutscher Historiker                                                                                       | 74    |       |
| 25. September | Leslie Denison                       | britischer Schauspieler                                                                                    | 87    |       |
| 25. September | Tibor Kemény                         | ungarischer Fußballspieler und -trainer                                                                    | 79    |       |
| 25. September | César Manrique                       | spanischer Künstler, Architekt, Bildhauer und Umweltschützer von Lanzarote                                 | 73    |       |
| 25. September | Max Vehar                            | deutscher Unternehmer und Politiker (CDU), MdB                                                             | 81    |       |
| 26. September | Rolf Gutbier                         | deutscher Architekt, Stadtplaner und Hochschullehrer                                                       | 89    |       |
| 26. September | Hermann Junack                       | deutscher Forstmann                                                                                        | 80    |       |
| 26. September | Erich Krempel                        | deutscher Sportschütze                                                                                     | 79    |       |
| 26. September | Carl Georg Kruspe                    | deutscher Kommunalpolitiker                                                                                | 80    |       |
| 26. September | Ralph Manheim                        | US-amerikanischer Übersetzer                                                                               | 85    |       |
| 26. September | Karl Spielbüchler                    | österreichischer Forstarbeiter und Politiker (SPÖ), Abgeordneter zum Nationalrat, Mitglied des Bundesrates | 81    |       |
| 26. September | Alexander Woronin                    | sowjetisch-russischer Gewichtheber und Olympiasieger                                                       | 41    |       |
| 27. September | Günther Ballhausen                   | deutscher Journalist und Regisseur                                                                         | 80    |       |
| 27. September | Edward Franklin Bland                | US-amerikanischer Kardiologe                                                                               | 91    |       |
| 27. September | Norbert Burger                       | österreichischer Rechtsextremist                                                                           | 63    |       |
| 27. September | Jacques-Paul Martin                  | französischer Kurienkardinal                                                                               | 84    |       |
| 27. September | Mychajlo Moros                       | ukrainischer Künstler                                                                                      | 88    |       |
| 27. September | Gertrud Müller                       | deutsche Politikerin (SPD)                                                                                 | 81    |       |
| 27. September | Hermann Neuberger                    | deutscher Fußballfunktionär, Präsident des Deutschen Fußball-Bundes (DFB)                                  | 72    |       |
| 27. September | Peter Rasmussen                      | dänischer Jazz-Posaunist und Bandleader                                                                    | 85    |       |
| 27. September | Johannes Rodatz                      | deutscher nationalsozialistischer Funktionär                                                               | 86    |       |
| 27. September | Leni Timmermann                      | deutsche Pianistin und Autorin                                                                             | 91    |       |
| 27. September | Francis Watson                       | britischer Kunsthistoriker                                                                                 | 85    |       |
| 27. September | Zhang Leping                         | chinesischer Karikaturist                                                                                  | 81    |       |
| 28. September | Hu Qiaomu                            | chinesischer Politiker (Volksrepublik China)                                                               |       |       |
| 28. September | Otto Isler                           | Schweizer Chemiker                                                                                         | 82    |       |
| 28. September | Henry L. Langhaar                    | US-amerikanischer Ingenieur                                                                                | 82    |       |
| 28. September | John Leech                           | englischer Mathematiker                                                                                    | 66    |       |
| 29. September | Jean Aurenche                        | französischer Drehbuchautor                                                                                | 89    |       |
| 29. September | Karl Bergemann                       | deutscher Pianist                                                                                          | 58    |       |
| 29. September | Hans Krawielitzki                    | deutscher Politiker (NSDAP), MdR, MdL                                                                      | 91    |       |
| 29. September | Filippo Sanjust                      | italienischer Regisseur, Bühnen- und Kostümbildner                                                         | 67    |       |
| 29. September | Wolfgang Scheffler                   | deutscher Kunsthistoriker                                                                                  | 90    |       |
| 29. September | Ferdinand Umenberger                 | österreichischer Landwirt und Mundart-Dichter                                                              | 91    |       |
| 30. September | Jørgen Bidstrup                      | dänischer Schauspieler                                                                                     | 64    |       |
| 30. September | Hans Dewitz                          | deutscher Politiker, MdHB                                                                                  | 82    |       |
| 30. September | Götz Eckardt                         | deutscher Kunsthistoriker und Publizist                                                                    | 64    |       |
| 30. September | Erwin Klein                          | US-amerikanischer Tischtennisspieler                                                                       | 54    |       |
| 30. September | Maria Malicka                        | polnische Schauspielerin                                                                                   | 92    |       |
| 30. September | Robert McLane                        | US-amerikanischer Schauspieler                                                                             | 48    |       |
| 30. September | Götz Olaf Rausch                     | deutscher Schauspieler und Regisseur                                                                       | 71    |       |
| September     | Richard Jörg                         | deutscher Architekt und kommunaler Baubeamter                                                              | 84    |       |
| September     | Franz Xaver Wirth                    | österreichischer Bildhauer                                                                                 | 85    |       |